# Prolymphozytenleukämie
Die Prolymphozytenleukämie (PLL) ist eine sehr seltene maligne Erkrankung des lymphatischen Systems. Je nachdem, ob die Zellen einen B-Linien-Immunphänotyp oder T-Linien-Immunphänotyp aufweisen, spricht man von B-PLL bzw. T-PLL. Die B-PLL ist wesentlich häufiger als die T-PLL.
Die Erkrankung tritt praktisch nur im höheren Lebensalter (> 60 Jahre) und häufiger bei Männern auf. Die Erkrankung ähnelt in manchen Aspekten der (wesentlich häufigeren) chronischen lymphatischen Leukämie (CLL), jedoch zeigt die PLL in der Regel einen deutlich aggressiveren Verlauf. Sie ist häufig durch sehr hohe Lymphozytenzahlen im peripheren Blut gekennzeichnet (bis mehrere 100.000/µl, Normalwert: ca. 4.000/µl). Morphologisch handelt es sich bei den Zellen dabei zu deutlich mehr als 50 Prozent (meist > 90 %) um unreife Lymphozyten-Vorstufen, sogenannte Prolymphozyten. Lymphknotenschwellungen sind seltener als bei der CLL. Häufig liegt eine ausgeprägte Milzvergrößerung (Splenomegalie) vor.
Die Prognose der Erkrankung ist wesentlich ungünstiger als die der CLL und die Erkrankung muss in der Regel intensiver behandelt werden als die CLL. Eine vollständige Heilung kann (schon aufgrund des fortgeschrittenen Lebensalters der Patienten) nicht erzielt werden, Ziel der Behandlung ist es, das Fortschreiten der Erkrankung möglichst aufzuhalten oder zu bremsen.